# Torrox Costa
Torrox-Costa to miasto w prowincji Málaga w hiszpańskiej Andaluzji. Liczba mieszkańców wynosi ok. 13 tys., a powierzchnia wynosi ok. 60 km².